# Pentapora ottomuelleriana
Pentapora ottomuelleriana is een mosdiertjessoort uit de familie van de Bitectiporidae. De wetenschappelijke naam van de soort is, als Eschara ottomuelleriana, voor het eerst geldig gepubliceerd in 1803 door Moll.